# Sergio Escalona
Pour les articles homonymes, voir Escalona (homonymie).
Sergio Luis Escalona Rodriguez (né le 3 août 1984 à El Tocuyo, Lara, Venezuela) est un lanceur gaucher de baseball qui fait partie des Astros de Houston de la Ligue majeure de baseball. Il est le 5 août 2013 suspendu 50 matchs pour dopage à la suite de son implication dans l'affaire Biogenesis.

## Carrière

### Phillies de Philadelphie
Sergio Escalona signe un contrat avec les Phillies de Philadelphie en 2004. Il débute en Ligue majeure le 17 mai 2009, lançant une manche en relève face aux Nationals de Washington pour remporter sa première victoire en carrière. Il est employé par les Phillies pendant 13 manches et deux tiers en 14 parties au cours de la saison 2009. Sa fiche est de 1-0 avec 10 retraits sur des prises et une moyenne de points mérités de 4,61.
Escalona joue pour un club-école des Phillies à Reading et dans la Ligue vénézuélienne de baseball d'hiver en 2010.

### Astros de Houston
Le 10 janvier 2011, Philadelphie le transfère aux Astros de Houston en retour du joueur d'avant-champ des ligues mineures Albert Cartwright. Escalona revient dans les majeures avec Houston en 2011. Les Astros l'envoient lancer en relève dans 49 parties et il présente une moyenne de points mérités de 2,93 en 27 manches et deux tiers au monticule.
Il rate toute la saison 2012 après une opération Tommy John au coude gauche.
Le 5 août 2013, Escalona est l'un des 13 joueurs suspendus par le baseball majeur pour son implication dans l'affaire Biogenesis. Le lanceur qui joue alors en ligues mineures avec un club-école des Astros à Corpus Christi, écope d'une suspension de 50 matchs.